# Saint-Martin-Cantalès
Saint-Martin-Cantalès är en kommun i departementet Cantal i regionen Auvergne-Rhône-Alpes i mitten av Frankrike. Kommunen ligger  i kantonen Pleaux som ligger i arrondissementet Mauriac. År 2022 hade Saint-Martin-Cantalès 154 invånare.

## Befolkningsutveckling
Antalet invånare i kommunen Saint-Martin-Cantalès
Referens:INSEE